# Leandra Bias
Leandra Bias (* 11. Dezember 1988 in Volketswil) ist eine Schweizer Politologin. Seit dem Ukrainekrieg wird sie als Expertin von zahlreichen deutschsprachigen Medien hinzugezogen. Nach der vollumfänglichen Invasion der Ukraine gab sie innerhalb von sechs Monaten über dreissig Interviews und wurde 2022 vom Walter Benjamin Kolleg der Universität Bern mit dem Preis Junge Wissenschaft ausgezeichnet.

## Leben und Wirken
Bias ist die jüngere von zwei Töchtern. Sie hält die doppelte Staatsbürgerschaft der Schweiz und Griechenlands und spricht sieben Sprachen (Muttersprache: Deutsch und Griechisch, Französisch, Italienisch, Englisch, Russisch und Serbisch). Sie promovierte an der Universität Oxford an der Fakultät für Politik und Internationale Beziehungen.
Neben der Forschung berät Bias die Politik, hält Referate oder steht Medien als Expertin zur Verfügung, um so ihr Fachwissen dem breiten Publikum zugänglich zu machen. Von 2020 bis 2022 war sie Beraterin im Bereich Geschlecht und Friedensförderung sowie Postdoktorandin bei der Schweizerischen Friedensstiftung Swisspeace. In dieser Zeit verfasste sie u. a. einen Bericht für das französische Aussenministerium, der zum allerersten Mal Männlichkeiten in Bezug auf Konfliktprävention thematisiert.
Seit 2019 ist sie aktives Mitglied der Sozialdemokratischen Partei der Schweiz, insbesondere bei den SP Frauen.

## Forschung
Bias doktorierte 2020 mit einem Stipendium der Berrow Stiftung, des Schweizerischen Nationalfonds, des Europaeum, der österreichischen Agentur für Bildung und Internationalisierung (Ernst Mach) sowie des Departements für Politik und Internationale Beziehungen der Universität Oxford.
Ihre Dissertation untersuchte, wie autoritäre Gegebenheiten die Prioritäten und Strategien von Feministinnen verändern, mit vergleichendem Ansatz und Fokus auf Russland und Serbien. Sie wurde dafür doppelt ausgezeichnet: 2021 von der Schweizerischen Gesellschaft für Geschlechterforschung mit einer Ehrenauszeichnung sowie 2022 von der grössten politikwissenschaftlichen Vereinigung Europas – dem European Consortium for Political Research – für die beste Dissertation im Bereich Gender & Politics.
Bias ist seit 2022 Postdoktorandin am Institut für Politikwissenschaft der Universität Bern. Sie ist Co-Leiterin eines Horizont Europe Forschungsprojektes, welches sie gemeinsam mit dem Zentrum für Geschlechterforschung (IZFG) der Universität Bern leitet und seit 2022 affilierte Wissenschaftlerin am Zentrum für Osteuropa- und internationale Studien (ZOiS). Ihre Forschung ist in den wissenschaftlichen Zeitschriften Social Politics: International Studies in Gender, State & Society und Women's Studies International Forum erschienen.

## Auszeichnungen
- 2021: Ehrenauszeichnung der Schweizerischen Gesellschaft für Geschlechterforschung[15]
- 2022: Joni Lovenduski PhD Prize[9]
- 2022: Preis Junge Wissenschaft 2022[16], Walter Benjamin Kolleg, Universität Bern